# IC 4721A
IC 4721A је елиптична галаксија у сазвјежђу Паун која се налази на листи објеката дубоког неба у Индекс каталогу.
Деклинација објекта је - 58° 32' 1" а ректасцензија 18h 34m 26,9s. Привидна величина (магнитуда) објекта IC 4721 износи 13,5 а фотографска магнитуда 14,5.